# Anton Keller (Politiker, 1934)

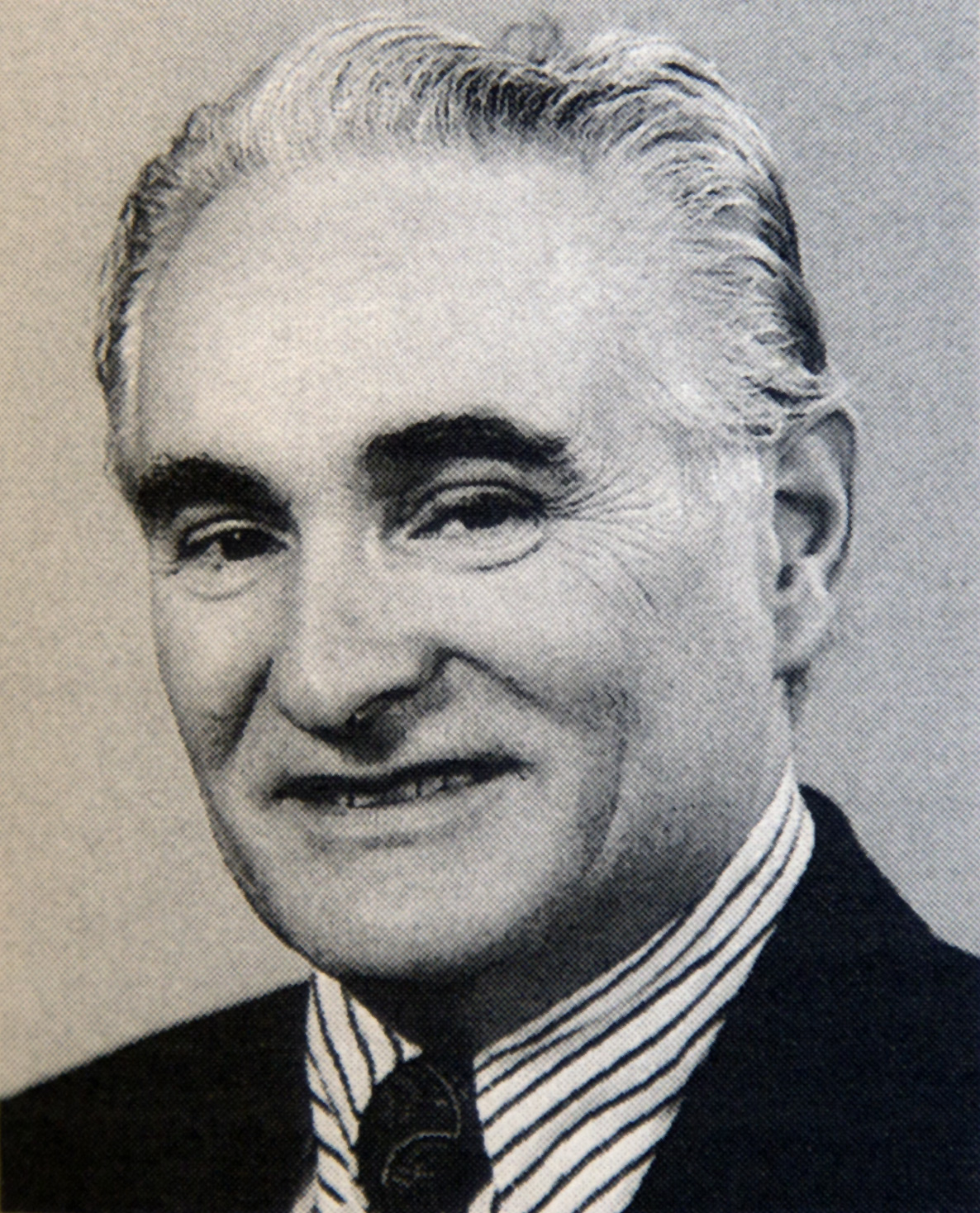
Anton Keller (1979)

Anton Keller (* 21. November 1934 in Baden AG; heimatberechtigt ebenda und in Untersiggenthal AG; † 15. April 2025) war ein Schweizer Politiker (CVP).

## Leben
Keller wurde in Baden als Sohn des Hans Keller und der Rosa Maria (geb. Gubser) geboren. Seine Eltern waren Landwirte, er wuchs im Kappelerhof in Baden auf. 1955 erwarb er das Primarlehrerpatent, danach folgte ein Germanistik- und Geschichtsstudium in Zürich, München und Basel. Keller promovierte 1961 als Dr. phil. und arbeitete danach von 1962 bis 1999 als Kantonsschullehrer in Baden. Von 1973 bis 1981 war er Mitglied des kantonalen Verfassungsrats und Präsident von dessen CVP-Fraktion. Von 1979 bis 1991 präsidierte Keller die christlich-sozialen Organisationen Aargau. Keller gilt als einer der Ziehväter des Zivildiensts in der Schweiz. Ab 1996 war er Präsident der Eidgenössischen Zulassungskommission für den Zivildienst. Als Mitglied der PUK 2 leistete für die Parlamentarische Untersuchungskommission bei der Untersuchung der Geheimarmee kritische Hintergrundarbeit.
Zwischen 1979 und 1995 vertrat er den Kanton Aargau im Nationalrat. In der Schweizer Armee hatte er den Grad eines Obersts. Keller heiratete 1957 die spätere Schriftstellerin Rosemarie Borner, mit der er vier Kinder hatte. Marianne Binder-Keller ist seine Tochter.